# Guillermo Gallo
Guillermo Gilberto Gallo (Pehuajó, Provincia de Buenos Aires, Argentina; 16 de enero de 1924 - La Plata, Pcia. de Buenos Aires, Argentina; 29 de agosto de 2008) fue médico veterinario recibido de la Facultad de Ciencias Veterinarias de la Universidad Nacional de La Plata (UNLP), de la cual fue designado Rector Interventor por la dictadura cívico-militar Argentina de 1976. Fue Teniente 1° del Ejército y perteneció al Cuerpo Profesional Auxiliar del Ejército como Médico Veterinario.  

## Gallo en la UNLP y el Golpe de Estado de 1976
En la década del 40 al 50, Guillermo Gallo se desempeñó como Maestro Nacional de la Dirección General de Menores dependiente del Ministerio de Acción Social de la Provincia de Buenos Aires; como Maestro Instructor de la Escuela de Aprendices de la Base Naval Río Santiago dependiente de la Secretaría de Marina, además fue Teniente Primero del Ejército. También ejerció como Consejero Académico y Superior para luego ser electo Decano de la Facultad de Ciencias Veterinarias (UNLP). En 1969, durante la dictadura de Onganía, asumió como vicepresidente de la Universidad. 
Su trayectoria tanto en la Universidad de La Plata como en el Ejército era amplia; y tenía lazos muy estrechos con ambas instituciones. El golpe de Estado efectuado el 24 de marzo de 1976, autoproclamado Proceso de Reorganización Nacional fue un acto planificado minuciosamente a fin de utilizar el terrorismo de Estado para imponer un régimen de control sobre el territorio argentino, formando parte del llamado Plan Cóndor.
Uno de los lugares donde se evidenció lo planificado del golpe, fue la rapidez con la que se intervino en las distintas universidades nacionales del país. Fue en el marco de la ley N.º 21.276 que se puso a las Casas de Altos Estudios bajo la órbita del Poder Ejecutivo Nacional (P.E.N), bajo el cual se designaron desde el Ministerio de Educación a interventores militares, en dichas instituciones, con la premisa de “combatir la subversión”.  
La misma argumentaba que “la inmediata normalización de las universidades nacionales constituye un objetivo prioritario en el marco del reordenamiento institucional”. Esta garantizaba que la dictadura tenga control absoluto de la educación en la Universidad, prohibiendo cualquier tipo de autonomía. 
En ese contexto, la figura de Gallo fue sustancial: el 14 de septiembre de 1976, el interventor militar Eduardo Luis Saccone, quien había sido colocado como tal un día después del golpe, fue reemplazado por Gallo como rector interventor y civil. 
Durante la gestión de Saccone, siguiendo las recetas del gobierno de facto, se realizó un censo obligatorio del personal docente, se mantuvo cerrado el Comedor Universitario, donde se llevaban a cabo debates y asambleas,  y se redujeron los cupos de vacantes fijados para los ingresos, hubo baja de personal por la implementación de la Ley de Prescindibilidad N°21.274  o por la Ley N°21.260, sancionada el mismo 24 de marzo de 1976, referida a baja de empleados públicos por razones de seguridad. 
También, por el decreto/ley N°21.276 se prohibió toda actividad política o gremial, ya sea en el ámbito docente, estudiantil o no docente. Estableciéndose que quienes desarrollaran dichas actividades no serían admitidos como alumnos, se los expulsaría sin permitirles el ingreso por cinco años y se le comunicaría a todas las universidades del país. 
La Universidad Nacional de La Plata duela aproximadamente 700 detenidos-desaparecidos de la dictadura en la que Guillermo Gallo participó en complicidad civil. En consonancia, su esposa Susana Raquel Fittipaldi Garay de Gallo fue puesta como interventora del Bachillerato de Bellas Artes dependiente de la Universidad Nacional de La Plata, al “bachi” asistieron las víctimas de La Noche de los Lápices, a la hora de declarar en los Juicios por la Verdad, Garay anunció no tener idea de lo que reclamaban sobre el boleto estudiantil y que  "fue una gran sorpresa" que dejaran de ir a la escuela porque estaban desaparecidos. "Les poníamos ausente porque creíamos que estaban enfermos", aseguró. 
Guillermo Gallo declaró en los Juicios por la Verdad en el año 1999 haber tenido “una fluida relación con las autoridades nacionales y con el jefe de policía de la provincia de Buenos Aires”, Ramón Camps, responsable de la desaparición de las víctimas de La Noche de los Lápices. 
De esta forma, la UNLP fue víctima y victimario de la dictadura, donde los funcionarios interventores como parte civil de la misma, hicieron de la universidad un verdadero centro de inteligencia en favor del genocidio. 
Gallo continuó la política de Saccone y del Acta para la reorganización nacional: el Secretario de Educación de la nación, ordenó cerrar las “carreras menores” porque existía “una saturación de egresados”. Gallo cerró la inscripción de las siguientes carreras de la UNLP: Cinematografía, Canto, Violonchelo, Piano, Violín, Guitarra y Pintura Mural y las inscripciones a Psicología y Sociología siendo  carreras con “cupo cero” durante la dictadura por ser consideradas “subversivas”. 
En varias ocasiones, Gallo habló de su propuesta de “desmasificación” de la Universidad, planteando un sistema de cupos por carrera ya que había un “exceso de alumnos”, como Ciencias Médicas y Derecho, y donde se buscaba que los estudiantes extranjeros no tengan cupo. Además, modificó el sistema de acceso para la educación media en establecimientos dependientes de la UNLP, transformándolo en un ingreso con examen y con cupos límites. También llevó adelante el arancelamiento de la Universidad, ratificado con la Ley n°22.207 de 1980. 

## El Consejo de Rectores de Universidades Nacionales: C.R.U.N
Durante sus años como rector, Guillermo Gallo presidió el Consejo de Rectores creado en 1977 por decreto del presidente de facto Jorge Rafael Videla, con quien Gallo tuvo múltiples encuentros. 
El primer encuentro del Consejo estuvo presidido por el entonces Ministro de Educación, Ricardo Bruera quien mencionó que “no debe descuidarse el triste telón de fondo de la subversión en el país”, un aspecto que “en el área educativa tiene particular significación”. “Si bien se tomaron grupos, dirigentes y lugares muy claves, todos los sectores de la vida nacional deben continuar alertados, y no será la acción aislada la única posible”, recalcó ante los interventores presentes. “Es necesario efectuar todos los contactos posibles para que se detecten los nuevos reclutamientos y además tener en cuenta que la lucha frontal puede transformarse e introducirse en los sectores universitarios”. 
El Consejo funcionó como el ala organizativa de las Universidades Nacionales que fueron cómplices del golpe de Estado, el mismo estaba compuesto únicamente por los rectores interventores designados por la Junta. El mismo coordinaría el nexo entre las Universidades  Nacionales y el Ministerio de Educación, asesorándolo en materia universitaria. El mismo apoyó los proyectos de Nación como la Ley 22.207 de reforma universitaria. 